# 니콜라이 루진
니콜라이 니콜라예비치 루진(러시아어: Никола́й Никола́евич Лу́зин IPA: [nʲɪkɐˈlaj nʲɪkɐˈlaɪvʲɪtɕ ˈluzʲɪn], 프랑스어: Nicolas Lusin 니콜라 뤼쟁[*], 1883~1950)은 러시아의 수학자이다. 기술 집합론(영어: descriptive set theory)에 크게 공헌하였다.

## 생애
1883년 12월 9일 (율리우스력 11월 27일) 러시아 이르쿠츠크에서 태어났다. 1901년에 모스크바 대학교에 입학하였다.
1910년~1914년 동안에는 괴팅겐 대학교에서 공부하였다. 이후 다시 모스크바로 귀국하여 1915년에 박사 학위를 수여받았다. 1918년~1920년 동안 러시아 내전을 피하여 이바노보에 있다가, 1920년에 모스크바 대학교로 되돌아왔다. 1927년에 소비에트 연방 과학 아카데미 준회원이 되었고, 1929년 1월 12일에는 정회원이 되었다.
1930년 11월 21일에 루진의 제자 라자리 류스테르니크와 레프 시니렐만 및 유명한 수학자 알렉산드르 겔폰트와 레프 폰트랴긴이 당시 러시아 수학계에 "반혁명 분자"들이 존속해 있다고 주장하였고, 루진의 스승 드미트리 예고로프를 지명하였다. 이후 예고로프는 1930년 9월에 체포되었고 강제 퇴직당했다. 이 사건 때문에 루진은 모스크바 대학교 교수직을 사임하였다. 예고로프는 옥중에서 단식 투쟁을 하다가 1931년 9월 10일 아사하였다.
1931년에 에르네스트 야로미로비치 콜만(러시아어: Эрне́ст Яроми́рович Ко́льман)은 루진이 반혁명 분자의 하나라고 비난하였다. 1936년에는 스탈린의 대숙청이 시작되었고, 지식인들을 포함한 수많은 사람들이 체포되어 총살당했다. 1936년 7월~8월 동안에는 《프라우다》에 루진을 비난하는 익명의 기사들이 출판되었다. 루진은 소비에트 연방 과학 아카데미가 주관하였던 특별 재판에 회부되었고, 재판관은 루진이 "소비에트 시민의 탈을 쓴 적"이라고 선언하였다. 이후 루진이 속했던 스테클로프 수학 연구소 학과는 해체되었고, 루진은 모든 교수직에서 해임당했다. 그러나 루진은 대숙청의 대부분의 피해자들과는 달리 목숨을 건졌다.
1950년 1월 28일 모스크바에서 불명예 속에 사망하였다.

## 같이 보기
- 루진-당주아 정리
- 루진의 정리

## 참고 문헌
- Luzin, N. N. (2000). Abe Shenitzer 역. “Two letters by N. N. Luzin to M. Ya. Vygodskiĭ. With an introduction by S. S. Demidov”. 《American Mathematical Monthly》 (영어) 107 (1): 64–82. JSTOR 2589382.
- Laugwitz, Detlef (2000). “Comments on the paper: "Two letters by N. N. Luzin to M. Ya. Vygodskiĭ”. 《American Mathematical Monthly》 (영어) 107 (1): 64–82. JSTOR 2589323.
- Shields, Allen (1987년 12월). “Years Ago. Luzin and Egorov”. 《The Mathematical Intelligencer》 (영어) 9 (4): 24–27. doi:10.1007/BF03023726. ISSN 0343-6993.
- Shields, Allen (1989년 3월). “Years Ago. Egorov and Luzin: Part 2”. 《The Mathematical Intelligencer》 (영어) 11 (2): 5–8. doi:10.1007/BF03023816. ISSN 0343-6993.
- Кузнецов, П. И. (1974). “Николай Николаевич Лузин (к девяностолетию со дня рождения)”. 《Успехи математических наук》 (러시아어) 29 (5): 197–210. ISSN 0042-1316. MR 386961. Zbl 0299.01018.
  - Kuznetsov, P. I. (1974). “Nikolai Nikolaevich Luzin (on the ninetieth anniversary of his birth)”. 《Russian Mathematical Surveys》 (영어) 29 (5): 195–208. Bibcode:1974RuMaS..29..195K. doi:10.1070/RM1974v029n05ABEH001299. ISSN 0036-0279. Zbl 0315.01021.